# Mary Sue
Eine Mary Sue ist eine idealisierte und vermeintlich perfekte Kunstfigur. Diese Figur wird oft als Wunschvorstellung des Autors wahrgenommen. Üblicherweise kann sie Aufgaben erheblich leichter bewältigen als vergleichbare Figuren mit ähnlicher Ausbildung und Erfahrung. Eine Mary Sue ist üblicherweise allen Protagonisten und Antagonisten überlegen und verfügt über keinerlei körperliche oder geistige Schwächen sowie charakterliche Unzulänglichkeiten. Manchmal werden vermeintliche Schwächen künstlich hinzugefügt, die allerdings dazu dienen, die Mary Sue noch weiter anzubiedern. Wie zum Beispiel das stete Einschreiten bei der Sichtung von Ungerechtigkeit, starkes Mitgefühl oder fein dosierte  Tollpatschigkeit, deren Auswirkungen aber immer zu glücklichen Wendungen in der Handlung führen. Die Bezeichnung wird oft für beide Geschlechter benutzt, zeitgleich existieren aber auch die männlichen Varianten Marty Sue und Gary Stu.

## Ursprung
Der Begriff Mary Sue stammt aus der Kurzgeschichte A Trekkie’s Tale von Paula Smith, einer Parodie auf Star-Trek-Fan-Fiction-Geschichten. Sie erschien 1973 in dem Star-Trek-Fanzine Menagerie, das von Smith selbst sowie Sharon Ferraro herausgegeben wurde. Darin ist die Halbvulkanierin Lieutenant Mary Sue den Serienhelden Kirk, Spock und Dr. McCoy in jeder Hinsicht überlegen. Sie rettet allen dreien das Leben und stirbt schließlich unter tragischen Umständen. Die Figur Mary Sue bezog sich laut Herausgeberinnen auf ein Erzählmuster, das häufig in den eingereichten Geschichten vorkam:

“Mary Sue stories—the adventures of the youngest and smartest ever person to graduate from the academy and ever get a commission at such a tender age. Usually characterized by unprecedented skill in everything from art to zoology, including karate and arm-wrestling. This character can also be found burrowing her way into the good graces/heart/mind of one of the Big Three [Kirk, Spock, and McCoy], if not all three at once. She saves the day by her wit and ability, and, if we are lucky, has the good grace to die at the end, being grieved by the entire ship.”

„Mary-Sue-Geschichten – die Abenteuer der jüngsten und klügsten Person, die jemals die Akademie abgeschlossen hat und in einem so zarten Alter ein Offizierpatent erhalten hat. Gewöhnlich gekennzeichnet durch beispiellose Fähigkeiten in allen Bereichen, von Kunst bis Zoologie, einschließlich Karate und Armdrücken. Diese Figur kann auch dabei beobachtet werden, wie sie sich in das Wohlwollen / das Herz / den Verstand eines der Großen Drei (Kirk, Spock und McCoy) – oder aller drei gleichzeitig – eingräbt. Sie ist mit ihrem Verstand und ihren Fähigkeiten die Retterin in der Not, und ihr wird – wenn wir Glück haben –  zum Schluss die Gunst gewährt, zu sterben und vom gesamten Schiff betrauert zu werden.“

Heutzutage ist der Begriff fest verknüpft mit der Unterstellung einer geschönten Selbstprojektion des Autors. Ein negativer Beigeschmack entsteht hierbei dadurch, dass die Kunstfiguren als schlecht entwickelte Figuren (zu perfekt, um real und interessant zu wirken) wahrgenommen werden.

## Merkmale
Eine Mary Sue bedient zu meist eine Reihe von charaktertypischen Klischees:
- Überlegenes Wissen, Fertigkeiten, Resilienz
- Zentrierung der Handlung auf die Mary Sue, ohne sie kann der Plot nicht vorangetrieben werden. Bsp.: Sie findet den alles entscheidenden Hinweis, sie hat den Schlachtplan für den verwegenen Angriff auf die Festung des Antagonisten, den sie persönlich anführt, da niemand sonst in der Lage ist
- Konsequenzlose Duldung von unmöglichem, arroganten Verhalten, es sei denn, es dient dem Vorantreiben der Handlung
- Anpassung der Lore an die Mary Sue, damit diese noch überlegener werden kann: z. B. das Erlangen neuer magischer Fähigkeiten
- Vereinnahmung, Herabsetzung oder Zerstörung bestehender, von Fans oft geliebten, Protagonisten, zum Zwecke der eigenen Charakterentwicklung. Bsp. Die unerschrockene Heldenfigur wirkt zaudernd und wird von der Mary Sue aufs neue inspiriert und schließt sich ihr nicht nur an, sondern ordnet sich ihr unter
- Belehrung von erfahrenen Charakteren durch Mary Sue. Bsp. Ein Lehrmeister, der durch Mary Sue wiederholt verbessert und in jeder Hinsicht übertroffen wird
- Der Mary Sue fehlen jegliche negative Charaktereigenschaften oder überhaupt charakterliche Fehler. Falls doch ein Fehlzug in der Persönlichkeit auftritt, so handelt es sich um liebenswerte Eigenschaften, wie "zu nett", "zu ehrlich", "immer hilfsbereit" usw.
- Keine charakterlichen Entwicklungen, da die Mary Sue bereits über sämtliches Wissen und Fähigkeiten verfügt, um die Handlung abzuschließen.

Die Mary Sue hat nicht alle Punkte gleichsam oder gleich viel zu erfüllen, um so genannt zu werden.

## Kritik
Die Autorin Camille Bacon-Smith befürchtete 1991, dass die Angst davor, eine Mary Sue zu erzeugen, viele der meist weiblichen Verfasser von Fan-Fiction einengen oder sogar abschrecken könnte.